# Cheumatopsyche mattheei
Cheumatopsyche mattheei är en nattsländeart som beskrevs av Wolfram Mey 1992. Cheumatopsyche mattheei ingår i släktet Cheumatopsyche och familjen ryssjenattsländor. Inga underarter finns listade i Catalogue of Life.